# Puig-alter
El Puig-alter és una muntanya de 522 metres que es troba entre els municipis de Callús i de Súria, a la comarca catalana del Bages.
Al cim s'hi troba un vèrtex geodèsic (referència 280105001).
Aquest cim està inclòs al llistat dels 100 cims de la FEEC

## Fotografies

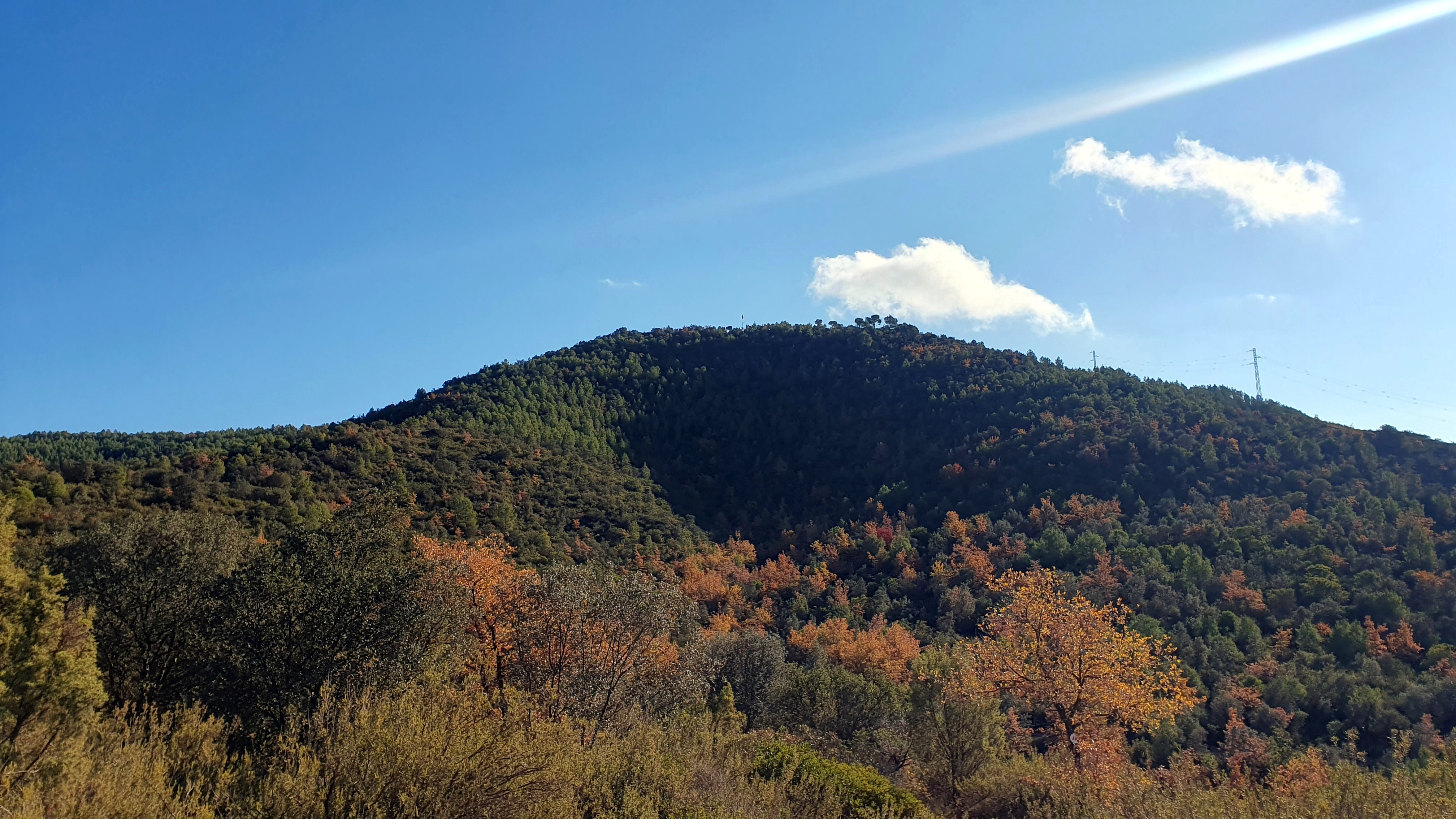
Muntanya de Puig-alter
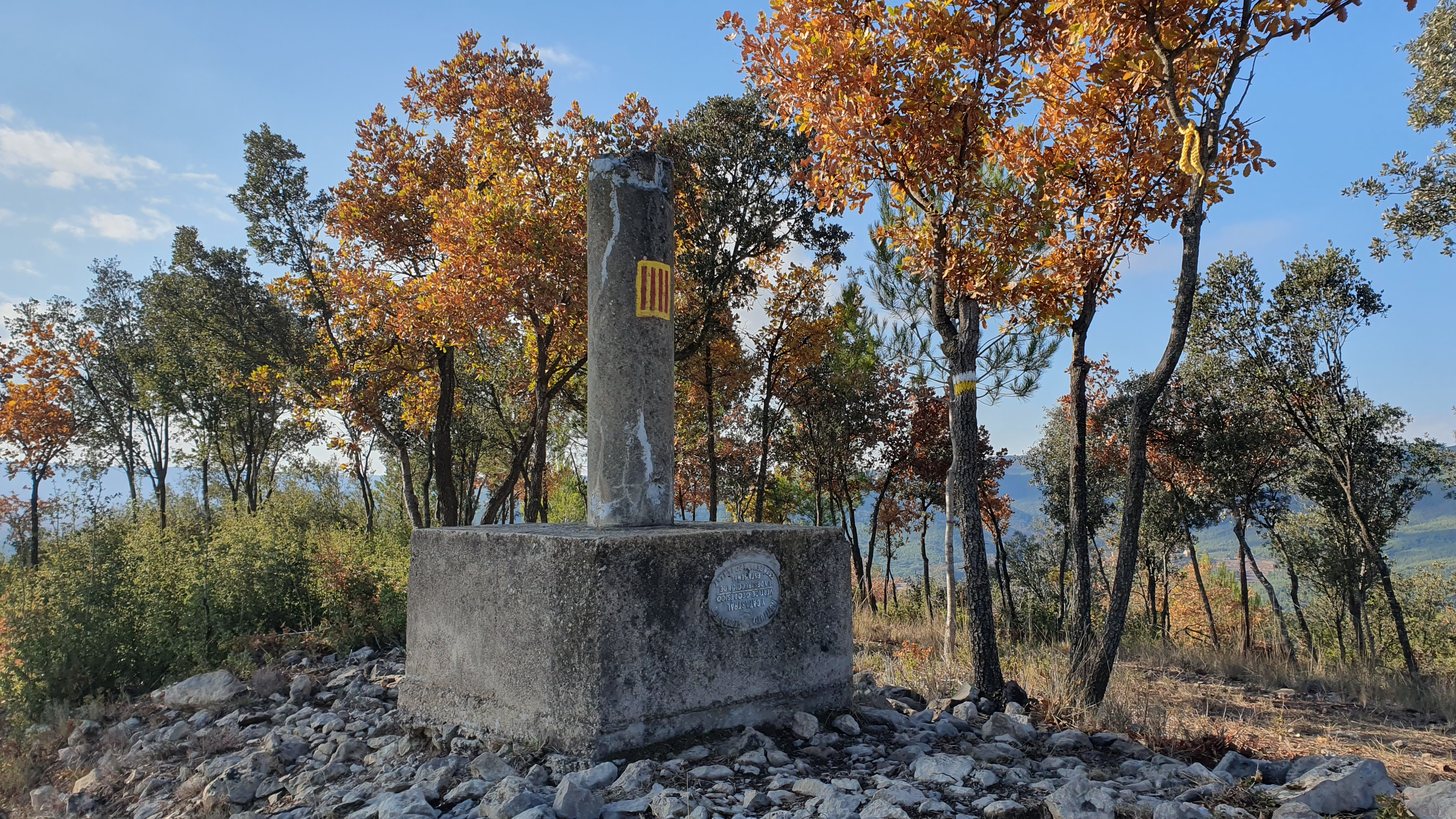
Vèrtex de Puig-alter
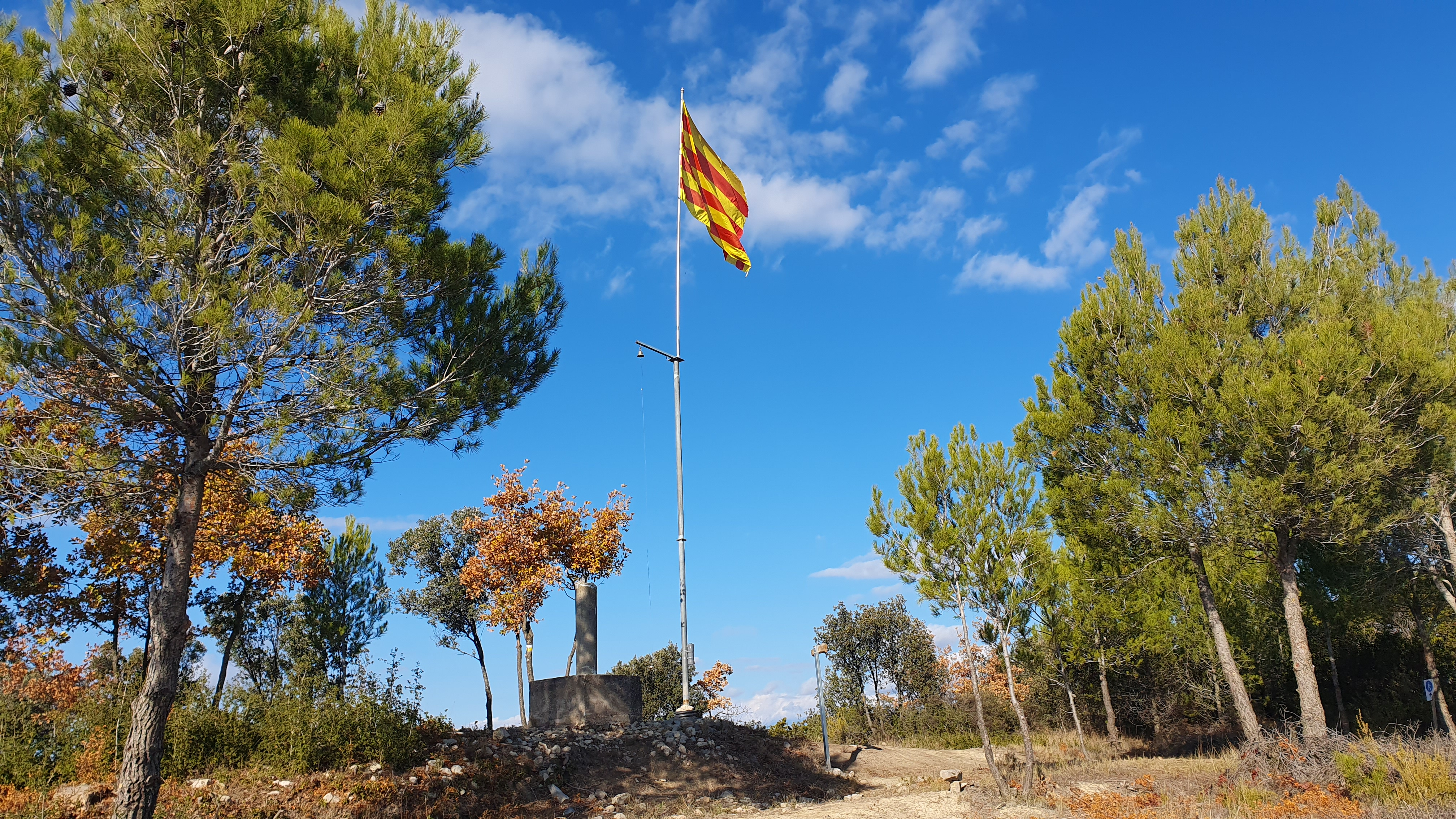
cim de Puig-alter
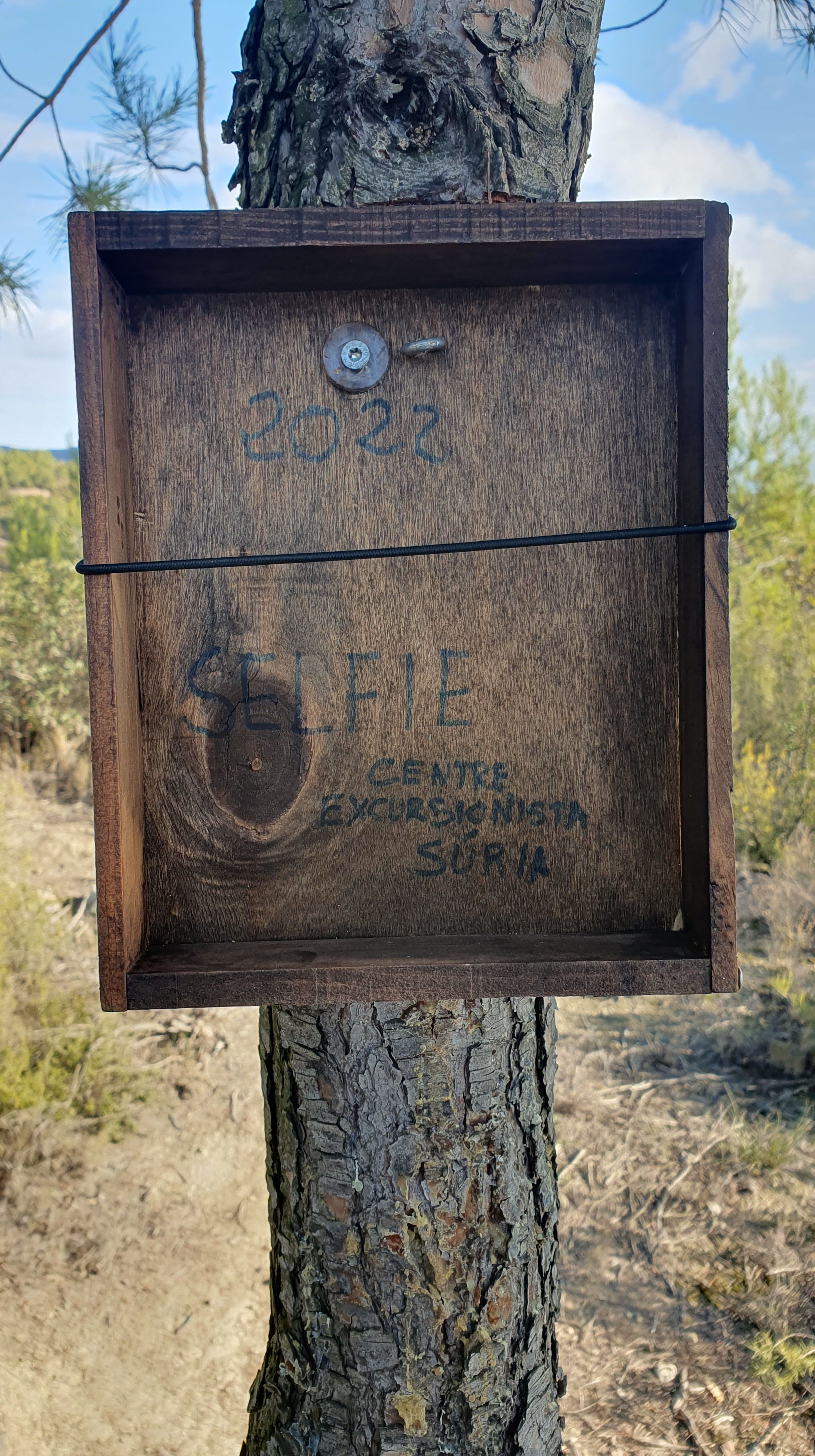
estructura sèlfie al Puig-alter